# Искшинский, Станислав
Станислав Искшинский (пол. Stanisław Iskrzyński; род. 23 июля 1950, Лодзь, Лодзинское воеводство) — польский хоккеист на траве, нападающий. Участник летних Олимпийских игр 1972 года.

## Биография
Станислав Искшинский родился 23 июля 1950 года в польском городе Лодзь.
Окончил лодзинский общеобразовательный лицей.
В 1963—1970 и 1972—1983 годах играл в хоккей на траве за «Будовлян» из Лодзи. В 1970—1972 годах во время срочной армейской службы выступал за «Грюнвальд» из Познани.
5 мая 1971 года дебютировал в составе сборной Польши в матче против Уэльса.
В 1972 году вошёл в состав сборной Польши по хоккею на траве на летних Олимпийских играх в Мюнхене, занявшей 11-е место. В матчах не участвовал.
В 1974 году участвовал в чемпионате Европы в Мадриде, где поляки заняли 5-е место.
В 1971—1974 годах провёл за сборную Польши 34 матча, забил 5 мячей.
Мастер спорта Польши (1983).
Кроме того, играл в хоккей с шайбой.

## Семья
Отец — Феликс Искшинский, занимался футболом и боксом. Мать — Хелена Искшинская (до замужества — Харбицкая).
Жена — Малгожата Галкевич, сын Рафал, дочь Катарзина.